# Храм Тихвинской иконы Божией Матери (Брянск)
Храм Ти́хвинской ико́ны Бо́жией Ма́тери (Тихвинская церковь) — приходской православный храм в городе Брянске, расположенный на возвышенной площадке на северном склоне Петровской горы, в исторической «Новой слободе» города. Относится к Брянской епархии Русской православной церкви.

## История

### Храм Афанасия и Кирилла
Нынешний храм построен в XVIII веке вместо прежнего деревянного храма во имя Афанасия и Кирилла Александрийских, являвшегося одним из древнейших брянских храмов. Храм Афанасия и Кирилла значится первым в старейшем известном списке действующих брянских храмов (1628 год); вполне вероятно, что он существовал и в XVI веке.
Точное местоположение храма Афанасия и Кирилла сегодня указать нельзя; как правило, строительство каменных храмов занимало продолжительное время и во время строительства прежние деревянные храмы продолжали действовать, а следовательно — новый храм строился на ином месте. Известно лишь, что храм Афанасия и Кирилла находился «внутри города», то есть, вероятно, несколько ближе к историческому центру, чем Новая слобода, которая на плане XVII века ещё отсутствует.

### Тихвинский храм
Строительство Тихвинского храма продолжалось с 1755 по 1769 год и велось «иждивением прихожан при попечительстве и усердном жертвовании брянских купцов Бухтеевых». Первоначально он был двухпрестольным: в честь Тихвинской иконы Божией Матери, и во имя Святителей Афанасия и Кирилла Александрийских. В 1863 году тёплый зимний храм был расширен и устроен левый придел — во имя Святителя Тихона, Епископа Воронежского.
В конце XIX века к Тихвинскому храму была приписана новоустроенная Николаевская церковь в Привокзальной слободе.
По описанию рубежа XIX—XX вв., приход храма составляли 680 мещан — жителей Новой слободы, «чернорабочих». Храм владел 263 десятинами земли. В приходе действовала школа грамоты.
В 1931—1934 годы в храме служил Брянский архиепископ Даниил (Троицкий). Последним настоятелем храма перед его закрытием был Константин Алексеевич Афанасьев, арестованный в июле 1937 года и расстрелянный 17 октября того же года. С этого времени богослужения в храме не проводились, а в 1939 году храм был официально закрыт и определён «под клуб». Верх колокольни и глава храма были разобраны, внутри произведена перепланировка. Фактически же, здание использовалось как склад, а в середине XX века здесь разместилось архивохранилище № 3 Брянского областного архива.
В 1980-е годы храм был реставрирован с возвращением исторического облика (архитекторы В. Н. Городков, Э. М. Кодисова), а в 1991 году передан православной общине. После открытия храма в нём была устроена воскресная школа, для которой позднее выстроили отдельное здание; над Святым источником при храме построена часовня, приведён в порядок некрополь, отремонтированы три алтаря храма, расписаны иконостасы. Центральный алтарь был освящён Архиепископом Брянским и Севским Мелхиседеком в 1995 году. Настоятель храма — архимандрит Никита (Заиграйкин).

## Архитектура
Небольшой ярусный храм типа «восьмерик на четверике» выполнен в формах нарядного барокко. Сооружён из кирпича и оштукатурен. В композиции доминирует основной кубический объем в два света с пониженным пятигранным алтарём, несущий световой восьмерик с гранёным куполом, который увенчан восьмигранным барабаном с маленькой главкой. Стройная изящная колокольня в три четверика и восьмерик с высоким шпилем.

Подчёркнутая пластика фасадов с плоскими пилястрами на углах объёмов и широкими карнизами в их завершении усилена изящными по рисунку наличниками окон с «ушами», «фартуками», замковыми камнями и фронтончиками, восходящими к более ранним образцам барокко. Главный, западный, и северный входы украшают позднеклассицистические четырёхколонные портики. В интерьере основное помещение храма с восьмериком на двухступенчатых тромпах перекрыто сомкнутым сводом со световым барабаном, алтарь — пятигранным, а трапезная, приделы и помещение внизу колокольни — коробовыми сводами (у верхних её ярусов своды сомкнутые).«Свод памятников архитектуры…»:153-154